# جيك سبراغ
جيك سبراغ (بالإنجليزية: Jake Sprague)‏ هو لاعب اتحاد الرغبي أمريكي، ولد في 27 ديسمبر 1984 في بوسطن في الولايات المتحدة.